# Futurologie
 (avril 2011).
Si vous disposez d'ouvrages ou d'articles de référence ou si vous connaissez des sites web de qualité traitant du thème abordé ici, merci de compléter l'article en donnant les références utiles à sa vérifiabilité et en les liant à la section « Notes et références ».
 (janvier 2012).
- Si vous ne connaissez pas le sujet, laissez ce bandeau (vous pouvez alors contacter les auteurs).
- Si vous supprimez le contenu mis en cause (vous pouvez préalablement contacter les auteurs),

argumentez précisément cette suppression dans la page de discussion
(un manque de référence n'est pas un argument ; une recherche réelle de référence doit avoir été effectuée, être formellement documentée).

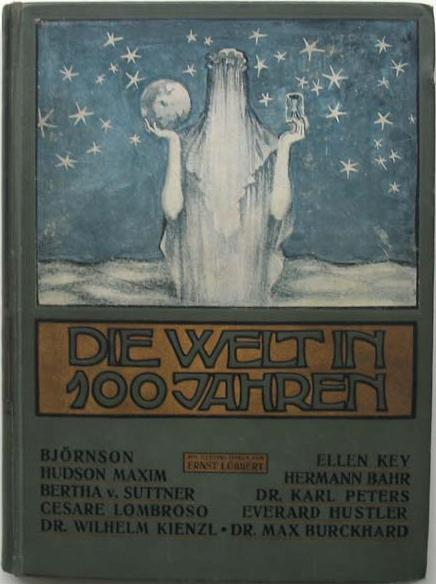
Première de couverture du livre allemand Die Welt in 100 Jahren dont celle-ci a un lien avec la futurologie.

La futurologie est un domaine interdisciplinaire qui agrège des données classées par des méthodes tant empiriques que logiques, en vue d'analyser des tendances et d'esquisser des scénarios plausibles de l’avenir. Elle examine les sources, les desseins et causes de changement et de stabilité pour formuler des prédictions. La futurologie est censée procéder à partir des données technologiques, économiques ou sociales du passé et du présent, et affirme se fonder sur des techniques (simulation, statistique) et des modèles scientifiques (science des systèmes, écologie).
H.G. Wells parlait en 1932 d’anticipation (foresight), mais les encyclopédies emploient plus volontiers le terme de « futurologie », définie comme l'« étude du futur ». Sous l'influence de l'anglais (futures research), le terme tend avec difficulté à remplacer celui de « prospective » en France.
Le terme a été forgé au milieu des années 1940 par l'universitaire allemand Ossip K. Flechtheim, qui la définissait alors comme une branche de la théorie des probabilités ; mais, les instituts de prospective ayant critiqué la capacité du diagnostic et des probabilités dans l'inventaire des possibles, cette acception a été supplantée au cours des décennies suivantes par celle d'analyse des futurs plausibles ou probables.

« Le père fondateur de la prospective moderne, s'il faut en nommer un, serait sans doute un aimable professeur allemand qui, dès le milieu des années 1940, s'est mis à parler et écrire sur ce qu'il appelait « futurologie » (…) Flechtheim estimait que l'Université doit enseigner à penser le futur. Dans cet essai, il évoque la futurologie comme une nouvelle science. Même si la prospective ne faisait que dévoiler l'inévitable, disait-il, elle aurait une valeur essentielle. »

— Alvin Toffler, The Futurists (1972)

## Aperçu
La futurologie se distingue des prédictions propres à d'autres disciplines (économie, démographie, etc.) par trois facteurs : tout d'abord, ses études de prospective examinent plusieurs tendances à la fois pour composer des scénarios, et les répertorier entre possibles, probables ou préférables, sans négliger la part d'éventuels atouts. Ensuite, elle cherche à forger une vision holistique ou systémique du futur en intégrant les indices fournis par tout un répertoire de disciplines différentes, le plus souvent les cinq axes du STEEP : social, technologie, économie, environnement et politique. Enfin, elle vise à éprouver, voire à débusquer les préjugés dominants sur le futur. Par exemple, dans la controverse sur le changement climatique, l'approche futurologique s'ingénie à identifier et analyser les différentes hypothèses sur le futur de ce phénomène.
Mais la prospective a aussi une visée active et concrète : mettre au point la communication autour d'une stratégie et définir les étapes nécessaires pour orienter l'avenir selon un scénario favorable. Par là, les études de prospective débordent de la pure activité académique pour devenir un outil d’optimisation au service de l'entreprise. Cette démarche repose sur l’idée que chacun prend des décisions en rapport avec sa vision personnelle du futur, même de manière intuitive ou implicite. Les futurologues prétendent construire une vision du futur qui soit la plus exacte possible, avec pour ambition affichée que ceux qui prennent les décisions importantes puissent le faire en connaissance de cause.
La futurologie se détourne généralement des prédictions à court terme comme les taux d'intérêt du prochain cycle économique, ou des prédictions des patrons ou investisseurs dont l'horizon est presque toujours le court terme : ces dernières activités relèvent des sciences spéculatives. La futurologie ne tient pas davantage compte de la planification pour des objectifs dans un à trois ans : elle ne s'intéresse aux stratégies que dans la mesure où celles-ci cherchent spécifiquement à anticiper de possibles événements futurs. L'anticipation de tendances à moyen et long-terme est parfois possible en observant les premiers effets d'une stratégie. En règle générale, la futurologie s'intéresse aux changements multiformes, plutôt qu'aux évolutions graduelles ou aux réformes ponctuelles.

## Analyse statistique
L'analyse statistique sur des données de type historique permet de prédire par extrapolation avec de bons résultats l'évolution future de différentes variables, en particulier dans le domaine économique et social. Néanmoins, l'histoire est également faite de transitions brutales et de révolutions technologiques qui entraînent des ruptures dans les modèles. Les outils statistiques étant focalisés sur un nombre restreint de variables qui ne couvrent pas l'ensemble des phénomènes de causalité ont leurs limites.

## Raisonnement empirique sur les données historiques
Le raisonnement, que l'on peut qualifier d'empirique, est également beaucoup utilisé pour comparer, classer, ordonner, différencier des phénomènes socioculturels historiques. À défaut de pouvoir mesurer directement certains paramètres, on les évalue de manière subjective et on tente de trouver des liens mathématiques qui permettent d'élaborer un scénario avec des causes, des effets et des conséquences.
Les résultats sont parfois spectaculaires, car on élabore ainsi des modèles nouveaux qui ont un fort pouvoir de description et de suggestion, là où il n'y avait avant que de l'information en désordre. L'inconvénient de ce genre d'approche est qu'il n'y a pas de bases solides et vérifiables. Les hypothèses et les raisonnements sont approximatifs, il n'est pas évident de juger de la validité des résultats et de la pertinence du modèle.
Il existe certains outils des sciences cognitives qui pourraient trouver leur place dans ce type d'approche, tels les cartes cognitives qui ont pour objectif d'établir des liens de causalité entre différents concepts, mêmes abstraits, ainsi que toutes les techniques de data mining, où il est question d'extraire de l'information pertinente à partir de données quelconques.

## Raisonnement prospectif
Il existe des problèmes de futurologie où les données historiques ne sont pas d'une grande utilité pour trouver une solution. Par exemple, si on se pose la question de la présence permanente de l'homme dans l'espace, il semble qu'il s'agisse pour une large part d'un problème de technologie et de coût. Malgré tout, si on aborde le problème sous l'angle d'une volonté commune, quelles sont les comparaisons historiques qui peuvent être considérées ? Un raisonnement par analogie (par exemple la conquête de l'Ouest américain par les pionniers européens) est intéressant, mais sa pertinence est discutable.
Si on exclut donc ce genre de comparaison, les seules approches envisageables sont l'imagination en posant des hypothèses de scénarios futurs et en raisonnant par interpolation sur les différents points clés de chaque option. On obtiendrait ainsi l'arbre des possibles, qui idéalement, aurait une infinité de branches, mais qui pourrait, peut-être, être simplifié pour ne conserver que les nœuds qui paraissent les plus importants. Dans ce contexte, les arbres de décision pourraient être les outils spécifiques de ce genre d'approche, mais à la différence de leur utilisation classique, les données à traiter ne préexistent pas, il faut les créer de toutes pièces en imaginant toute une série de scénarios dont il faut extraire les variables pertinentes. Il s'agit de considérer des connaissances multidisciplinaires, voire transdisciplinaires et d'utiliser des outils tels que les statistiques, les techniques de raisonnement, le data mining et les arbres de décision.

## Tâtonnements
Aux États-Unis, un certain nombre d'organismes travaillent dans ce domaine. On peut mentionner les travaux du Hawaii Research Center for Futures Studies (en), un laboratoire qui a beaucoup apporté à ce domaine et qui s'est intéressé entre autres à la cyclicité de la mentalité occidentale sur plusieurs générations. Toujours dans le domaine de l'histoire des sciences humaines et sociales, on peut noter les travaux de Quigley qui a tenté de classer les civilisations en plusieurs types avec une évolution possible pour passer de l'une à l'autre. Il n'a pas travaillé directement en futurologie, mais sa classification peut être exploitée pour proposer une évolution des civilisations actuelles, certains suggérant ainsi la fin de « l'empire américain ».
La futurologie a été enseignée à Dauphine - PSL de 1972 à 1976 dans le cadre d'une préparations aux fonctions de commissaire au plan. La démarche : lorsqu'un individu prend une décision, il mobilise notamment son passé immédiat (système 1) qu'il a acquis par expérience et son passé profond (système 2) qu'il a hérité de sa lignée. Son passé profond a plus de poids que son passé immédiat et ceci est encore plus vrai au niveau collectif. Ainsi, il est possible de dire que les souches de notre futur sont perceptibles dans notre passé. 
La pratique enseignée visait à s’appuyer sur les connaissances académiques de notre passé en matière de climatologie, géologie, anthropologie, sociologie, ... etc, mais aussi l'évolution des technologies et des modes de pensée  pour dessiner des tendances à long terme. De ce fait, la futurologie ne s'exprime pas sur le court terme. 
L'enseignant principal était Charles Salzmann et le chargé de travaux dirigés Jacques Attali.
S'il existe également des associations et des revues spécialisées (par exemple la revue The Futurist, de l'association World Future Society), de telles activités semblent moins développées en Europe. Notons toutefois l'existence de l'association l'Arbre des Possibles qui se propose, une fois des concepts du futurs présentés par le plus grand nombre de personnes, de gérer ces possibilités pour voir comment elles interagissent les unes avec les autres dans le court, le moyen, et le long terme. Elle s’appuie sur le livre éponyme de Bernard Werber qui avait lancé cette idée d'un arbre regroupant tous les futurs possibles. Il y a aussi l'association française Prospective 2100, avec comme responsable Thierry Gaudin qui a beaucoup travaillé sur la veille technologique en liaison avec le ministère de l'industrie et qui a publié un livre fondateur dans le domaine de la prospective.
Au niveau méthodologique, les disciplines concernées, histoire, économie, sociologie, psychologie, physique, biologie, épistémologie, sciences de la cognition, etc., font de la futurologie une science particulièrement complexe, et rappellent le manque d'outils et de fondements théoriques dans ce domaine.
Certains futurologues émettent des prédictions sur les évolutions technologiques et scientifiques à venir qui bouleverseront le monde, comme Ray Kurzweil, inventeur américain et pionnier de l'informatique, directeur de l'ingénierie chez Google, qui parie vers la fin des années 2010 sur l'essor des imprimantes 3D ou de la réalité virtuelle.